# Manfred Donike
Manfred Donike (Erftstadt-Köttingen, 23 augustus 1933 - 21 augustus 1995 tijdens een vlucht van Frankfurt am Main naar Johannesburg) was een Duits chemicus en bekend als specialist in dopingonderzoek en hield zich vooral bezig met opsporing van doping in de sport. Donike was woonachtig in Düren-Rölsdorf.
Donike studeerde chemie in Keulen en promoveerde hier in 1965.
In 1972 had Donike al een complete analytische methode ontwikkeld voor opsporing van doping en werd deze toegepast tijdens de Olympische Spelen.
In 1977 werd hij benoemd tot directeur van het Instituut voor Biochemie aan de Duitse Sporthogeschool in Keulen.
Donike en zijn medewerker Johann Zimmermann ontdekten in het begin van de jaren 1980 dat synthetisch testosteron in het menselijk lichaam zich langzamerhand als lichaamseigen testosteron tot epitestosteron kon omvormen. Daarmee werd de basis gelegd voor de T/E-verhoudingen die sinds 1982 werden gehanteerd voor dopingtests op het gebruik van testosteron bij internationale wedstrijden.
In 1988 werd middels zijn methode de toenmalige wereldrecordhouder en Olympisch kampioen op de 100m sprint, de atleet Ben Johnson, betrapt op het gebruik van het verboden middel stanozolol.
Op 21 augustus 1995 overleed Manfred Donike aan boord van een vliegtuig toen hij via Johannesburg onderweg was naar Harare in Zimbabwe, waar hij een laboratorium zou inrichten voor het verrichten van dopingcontroles tijdens de aldaar te houden All African Games.

## Wielercarrière
Manfred Donike was een verdienstelijk wielercoureur en hij was professional van 1954 tot 1962, zowel op de weg als op de baan. Zijn belangrijkste uitslagen waren:

1955
- 2e in de Ronde van Keulen
- 2e in de GP Veith

1956
- Winnaar zesdaagse van Münster met Edi Gieseler

1958
- Nationaal kampioen koppelkoers met Dieter Gieseler

1960
- 1e in de 8e etappe Ronde van Nederland

1961
- Nationaal kampioen koppelkoers met Rolf Roggendorf
- 1e in de ronde van Keulen

## Resultaten in voornaamste wedstrijden
| Jaar | Ronde van Italië | Ronde van Frankrijk | Ronde van Spanje |
| ---- | ---------------- | ------------------- | ---------------- |
| 1960 |                  | opgave              |                  |
| 1961 |                  | opgave              |                  |

- Gemeinsame Normdatei: 172046637
- International Standard Name Identifier: 0000 0003 5657 1761
- Library of Congress Control Number: n84127391
- Virtual International Authority File: 20159587